# Mala Burimka, Ciornobai
Mala Burimka (în ucraineană Мала Бурімка) este o comună în raionul Ciornobai, regiunea Cerkasî, Ucraina, formată numai din satul de reședință.

## Demografie
Componența lingvistică a comunei Mala Burimka
     Ucraineană (98,26%)
     Rusă (1,09%)
Conform recensământului din 2001, majoritatea populației comunei Mala Burimka era vorbitoare de ucraineană (98,26%), existând în minoritate și vorbitori de rusă (1,09%).